# Kisbolygók listája (31501–32000)
Ezen a lapon a sorszámmal rendelkező kisbolygók listájának egy részlete található.
31501–31600. • 31601–31700. • 31701–31800. • 31801–31900. • 31901–32000.
| Név                    | Ideiglenes név | A felfedezés ideje   | A felfedezés helye | Felfedező                           | Névadó (kategória) | Forrás  |
| ---------------------- | -------------- | -------------------- | ------------------ | ----------------------------------- | --- | ------- |
| 31501–31600.           |                |                      |                    |                                     | |         |
| 31501 Williamhang      | 1999 CJ68      | 1999. február 12.    | Socorro            | LINEAR                              | William C. Hang (1997–), a 2014-es Intel International Science and Engineering Fair tudományos verseny második helyezettje számítástechnikai témában készített projektjével | MPC JPL |
| 31502 Hellerstein      | 1999 CQ68      | 1999. február 12.    | Socorro            | LINEAR                              | Joshua Kopel Hellerstein (1996–), a 2014-es Intel International Science and Engineering Fair tudományos verseny első helyezettje villamos- és gépészetmérnöki témában készített projektjével | MPC JPL |
| 31503 Jessicahong      | 1999 CH72      | 1999. február 12.    | Socorro            | LINEAR                              | Jessica Hong (1997–), a 2014-es Intel International Science and Engineering Fair tudományos verseny második helyezettje kémiai témában készített csoportprojektjével | MPC JPL |
| 31504 Jaisonjain       | 1999 CF73      | 1999. február 12.    | Socorro            | LINEAR                              | Jaison Jain (1998–), a 2014-es Intel International Science and Engineering Fair tudományos verseny második helyezettje növénytudományi témában készített csoportprojektjével | MPC JPL |
| (31505) 1999 CE74      | 1999 CE74      | 1999. február 12.    | Socorro            | LINEAR                              | | MPC JPL |
| (31506) 1999 CZ76      | 1999 CZ76      | 1999. február 12.    | Socorro            | LINEAR                              | | MPC JPL |
| 31507 Williamjin       | 1999 CX81      | 1999. február 12.    | Socorro            | LINEAR                              | William Huang Jin (1995–), a 2014-es Intel International Science and Engineering Fair tudományos verseny második helyezettje mikrobiológiai témában készített projektjével | MPC JPL |
| 31508 Kanevsky         | 1999 CK84      | 1999. február 10.    | Socorro            | LINEAR                              | (1995–), a 2014-es Intel International Science and Engineering Fair tudományos verseny első helyezettje számítástechnikai témában készített projektjével | MPC JPL |
| (31509) 1999 CT84      | 1999 CT84      | 1999. február 10.    | Socorro            | LINEAR                              | | MPC JPL |
| 31510 Saumya           | 1999 CQ85      | 1999. február 10.    | Socorro            | LINEAR                              | Saumya R. Keremane (1997–), a 2014-es Intel International Science and Engineering Fair tudományos verseny második helyezettje növénytudományi témában készített projektjével | MPC JPL |
| 31511 Jessicakim       | 1999 CL87      | 1999. február 10.    | Socorro            | LINEAR                              | Jessica Kim (1997–), a 2014-es Intel International Science and Engineering Fair tudományos verseny első helyezettje energia és közlekedés témában készített csoportprojektjével | MPC JPL |
| 31512 Koyyalagunta     | 1999 CF91      | 1999. február 10.    | Socorro            | LINEAR                              | Divya Koyyalagunta (1995–), a 2014-es Intel International Science and Engineering Fair tudományos verseny első helyezettje viselkedés- és társadalomtudományok témában készített projektjével | MPC JPL |
| 31513 Lafazan          | 1999 CV92      | 1999. február 10.    | Socorro            | LINEAR                              | Justin Chase Lafazan (1996–), a 2014-es Intel International Science and Engineering Fair tudományos verseny második helyezettje viselkedés- és társadalomtudományok témában készített projektjével | MPC JPL |
| (31514) 1999 CL101     | 1999 CL101     | 1999. február 10.    | Socorro            | LINEAR                              | | MPC JPL |
| (31515) 1999 CN101     | 1999 CN101     | 1999. február 10.    | Socorro            | LINEAR                              | | MPC JPL |
| 31516 Leibowitz        | 1999 CX101     | 1999. február 10.    | Socorro            | LINEAR                              | Michal Leibowitz (1996–), a 2014-es Intel International Science and Engineering Fair tudományos verseny második helyezettje környezetgazdálkodási témában készített csoportprojektjével | MPC JPL |
| 31517 Mahoui           | 1999 CW102     | 1999. február 12.    | Socorro            | LINEAR                              | Iman Mahoui (1998–), a 2014-es Intel International Science and Engineering Fair tudományos verseny második helyezettje sejt- és molekuláris biológia témában készített projektjével | MPC JPL |
| (31518) 1999 CG103     | 1999 CG103     | 1999. február 12.    | Socorro            | LINEAR                              | | MPC JPL |
| 31519 Mimamarquez      | 1999 CS103     | 1999. február 12.    | Socorro            | LINEAR                              | Michelle Marie Marquez (1999–), a 2014-es Intel International Science and Engineering Fair tudományos verseny első helyezettje és kategóriájának legjobbja viselkedés- és társadalomtudományok témában készített projektjével | MPC JPL |
| (31520) 1999 CB105     | 1999 CB105     | 1999. február 12.    | Socorro            | LINEAR                              | | MPC JPL |
| (31521) 1999 CT106     | 1999 CT106     | 1999. február 12.    | Socorro            | LINEAR                              | | MPC JPL |
| 31522 McCutchen        | 1999 CE109     | 1999. február 12.    | Socorro            | LINEAR                              | Jonathan James McCutchen (1999–), a 2014-es Intel International Science and Engineering Fair tudományos verseny első helyezettje környezetgazdálkodási témában készített projektjével | MPC JPL |
| 31523 Jessemichel      | 1999 CZ110     | 1999. február 12.    | Socorro            | LINEAR                              | Jesse Martin Michel (1997–), a 2014-es Intel International Science and Engineering Fair tudományos verseny második helyezettje matematikai témában készített projektjével | MPC JPL |
| (31524) 1999 CE112     | 1999 CE112     | 1999. február 12.    | Socorro            | LINEAR                              | | MPC JPL |
| 31525 Nickmiller       | 1999 CO116     | 1999. február 12.    | Socorro            | LINEAR                              | Nicholas Paul Miller (1996–), a 2014-es Intel International Science and Engineering Fair tudományos verseny második helyezettje mikrobiológiai témában készített projektjével | MPC JPL |
| (31526) 1999 CW124     | 1999 CW124     | 1999. február 11.    | Socorro            | LINEAR                              | | MPC JPL |
| (31527) 1999 CM126     | 1999 CM126     | 1999. február 11.    | Socorro            | LINEAR                              | | MPC JPL |
| (31528) 1999 CU126     | 1999 CU126     | 1999. február 11.    | Socorro            | LINEAR                              | | MPC JPL |
| (31529) 1999 CW127     | 1999 CW127     | 1999. február 11.    | Socorro            | LINEAR                              | | MPC JPL |
| (31530) 1999 CQ128     | 1999 CQ128     | 1999. február 11.    | Socorro            | LINEAR                              | | MPC JPL |
| 31531 ARRL             | 1999 CQ137     | 1999. február 9.     | Kitt Peak          | Spacewatch                          | az American Radio Relay League 1914 óta a legnagyobb amatőr tagsági rádió szervezet az Amerikai Egyesült Államokban | MPC JPL |
| (31532) 1999 CZ146     | 1999 CZ146     | 1999. február 9.     | Kitt Peak          | Spacewatch                          | | MPC JPL |
| (31533) 1999 CV148     | 1999 CV148     | 1999. február 10.    | Kitt Peak          | Spacewatch                          | | MPC JPL |
| (31534) 1999 CE149     | 1999 CE149     | 1999. február 13.    | Kitt Peak          | Spacewatch                          | | MPC JPL |
| (31535) 1999 CE150     | 1999 CE150     | 1999. február 13.    | Kitt Peak          | Spacewatch                          | | MPC JPL |
| (31536) 1999 CX150     | 1999 CX150     | 1999. február 8.     | Kitt Peak          | Spacewatch                          | | MPC JPL |
| (31537) 1999 DZ        | 1999 DZ        | 1999. február 18.    | Višnjan            | Korado Korlević                     | | MPC JPL |
| (31538) 1999 DM1       | 1999 DM1       | 1999. február 17.    | Socorro            | LINEAR                              | | MPC JPL |
| (31539) 1999 DQ1       | 1999 DQ1       | 1999. február 18.    | Haleakalā          | NEAT                                | | MPC JPL |
| (31540) 1999 DK2       | 1999 DK2       | 1999. február 19.    | Óizumi             | Kobajasi Takao                      | | MPC JPL |
| (31541) 1999 DC3       | 1999 DC3       | 1999. február 21.    | Óizumi             | Kobajasi Takao                      | | MPC JPL |
| (31542) 1999 DR3       | 1999 DR3       | 1999. február 20.    | Nacsi-Kucuura      | Simizu Josiszada, Urata Takesi      | | MPC JPL |
| (31543) 1999 DM5       | 1999 DM5       | 1999. február 17.    | Socorro            | LINEAR                              | | MPC JPL |
| (31544) 1999 DZ5       | 1999 DZ5       | 1999. február 17.    | Socorro            | LINEAR                              | | MPC JPL |
| (31545) 1999 DN6       | 1999 DN6       | 1999. február 20.    | Socorro            | LINEAR                              | | MPC JPL |
| (31546) 1999 DP6       | 1999 DP6       | 1999. február 20.    | Socorro            | LINEAR                              | | MPC JPL |
| (31547) 1999 DT6       | 1999 DT6       | 1999. február 20.    | Socorro            | LINEAR                              | | MPC JPL |
| (31548) 1999 DV6       | 1999 DV6       | 1999. február 20.    | Socorro            | LINEAR                              | | MPC JPL |
| (31549) 1999 DY6       | 1999 DY6       | 1999. február 23.    | Socorro            | LINEAR                              | | MPC JPL |
| (31550) 1999 DT7       | 1999 DT7       | 1999. február 18.    | Anderson Mesa      | LONEOS                              | | MPC JPL |
| (31551) 1999 DV7       | 1999 DV7       | 1999. február 18.    | Anderson Mesa      | LONEOS                              | | MPC JPL |
| (31552) 1999 EJ        | 1999 EJ        | 1999. március 7.     | Reedy Creek        | John Broughton                      | | MPC JPL |
| (31553) 1999 EG2       | 1999 EG2       | 1999. március 9.     | Kitt Peak          | Spacewatch                          | | MPC JPL |
| (31554) 1999 EJ2       | 1999 EJ2       | 1999. március 9.     | Kitt Peak          | Spacewatch                          | | MPC JPL |
| 31555 Wheeler          | 1999 EV2       | 1999. március 7.     | Gnosca             | Stefano Sposetti                    | John Archibald Wheeler (1911–), a világ egyik legkiválóbb elméleti fizikusa, a Princetoni, majd később a Texasi Egyetem professzora volt, a nukleáris fizikától és a kvantumelmélettől a relativitáselméletig és a gravitációig Wheeler munkája több mint fél évszázadon át meghatározta a kutatás pályáját                                                  | MPC JPL |
| 31556 Shatner          | 1999 EP5       | 1999. március 13.    | Goodricke-Pigott   | Roy A. Tucker                       | William Shatner (1931–), kanadai színész | MPC JPL |
| 31557 Holleybakich     | 1999 EX5       | 1999. március 13.    | Goodricke-Pigott   | Roy A. Tucker                       | Holley Bakich (1969–), olyan művész, aki grafikákat készített csillagászati könyvekhez, weboldalakhoz és folyóiratcikkekhez | MPC JPL |
| (31558) 1999 EE6       | 1999 EE6       | 1999. március 12.    | Kitt Peak          | Spacewatch                          | | MPC JPL |
| 31559 Alonmillet       | 1999 ED12      | 1999. március 15.    | Socorro            | LINEAR                              | Alon Millet (1998–), a 2014-es Intel International Science and Engineering Fair tudományos verseny második helyezettje növénytudományi témában készített projektjével | MPC JPL |
| (31560) 1999 EQ14      | 1999 EQ14      | 1999. március 11.    | Kitt Peak          | Spacewatch                          | | MPC JPL |
| (31561) 1999 FT5       | 1999 FT5       | 1999. március 21.    | Farra d’Isonzo     | Farra d’Isonzo                      | | MPC JPL |
| (31562) 1999 FU6       | 1999 FU6       | 1999. március 19.    | Caussols           | ODAS                                | | MPC JPL |
| (31563) 1999 FW8       | 1999 FW8       | 1999. március 19.    | Anderson Mesa      | LONEOS                              | | MPC JPL |
| (31564) 1999 FF9       | 1999 FF9       | 1999. március 20.    | Anderson Mesa      | LONEOS                              | | MPC JPL |
| (31565) 1999 FO9       | 1999 FO9       | 1999. március 22.    | Anderson Mesa      | LONEOS                              | | MPC JPL |
| (31566) 1999 FF10      | 1999 FF10      | 1999. március 22.    | Anderson Mesa      | LONEOS                              | | MPC JPL |
| (31567) 1999 FG10      | 1999 FG10      | 1999. március 22.    | Anderson Mesa      | LONEOS                              | | MPC JPL |
| (31568) 1999 FQ14      | 1999 FQ14      | 1999. március 19.    | Kitt Peak          | Spacewatch                          | | MPC JPL |
| 31569 Adriansonka      | 1999 FL18      | 1999. március 22.    | Anderson Mesa      | LONEOS                              | Adrian Sonka (1977–), román csillagász, a Bukaresti Csillagászati Intézet munkatársa, akinek kutatási területei közé tartozik az asztrometria és a földközeli objektumok fotometriája, elkötelezett a csillagászat kommunikációja iránt Romániában | MPC JPL |
| (31570) 1999 FG19      | 1999 FG19      | 1999. március 22.    | Anderson Mesa      | LONEOS                              | | MPC JPL |
| (31571) 1999 FY20      | 1999 FY20      | 1999. március 25.    | Kleť               | Kleť csillagvizsgáló                | | MPC JPL |
| (31572) 1999 FM22      | 1999 FM22      | 1999. március 19.    | Socorro            | LINEAR                              | | MPC JPL |
| 31573 Mohanty          | 1999 FS23      | 1999. március 19.    | Socorro            | LINEAR                              | Ahneesh Jayant Mohanty (1997–), a 2014-es Intel International Science and Engineering Fair tudományos verseny második helyezettje egészségügyi és orvostudományi témában készített projektjével | MPC JPL |
| 31574 Moshova          | 1999 FB25      | 1999. március 19.    | Socorro            | LINEAR                              | Andrew Moshova (1997–), a 2014-es Intel International Science and Engineering Fair tudományos verseny második helyezettje energia és szállítás témában készített csoportprojektjével | MPC JPL |
| 31575 Nikhilmurthy     | 1999 FA26      | 1999. március 19.    | Socorro            | LINEAR                              | Nikhil Murthy (1999–), a 2014-es Intel International Science and Engineering Fair tudományos verseny második helyezettje kémiai témában készített projektjével | MPC JPL |
| 31576 Nandigala        | 1999 FF26      | 1999. március 19.    | Socorro            | LINEAR                              | Vipul Nandigala (1997–), a 2014-es Intel International Science and Engineering Fair tudományos verseny második helyezettje fizikai és csillagászati témában készített projektjével | MPC JPL |
| (31577) 1999 FO27      | 1999 FO27      | 1999. március 19.    | Socorro            | LINEAR                              | | MPC JPL |
| (31578) 1999 FM29      | 1999 FM29      | 1999. március 19.    | Socorro            | LINEAR                              | | MPC JPL |
| (31579) 1999 FX29      | 1999 FX29      | 1999. március 19.    | Socorro            | LINEAR                              | | MPC JPL |
| 31580 Bridgetoei       | 1999 FH30      | 1999. március 19.    | Socorro            | LINEAR                              | Bridget Ann Oei (1995–), a 2014-es Intel International Science and Engineering Fair tudományos verseny második helyezettje környezettudományi témában készített projektjével | MPC JPL |
| 31581 Onnink           | 1999 FL30      | 1999. március 19.    | Socorro            | LINEAR                              | Carly Onnink (1998–), a 2014-es Intel International Science and Engineering Fair tudományos verseny második helyezettje állattudományi témában készített csoportprojektjével | MPC JPL |
| 31582 Miraeparker      | 1999 FO30      | 1999. március 19.    | Socorro            | LINEAR                              | Mirae Leigh Parker (1995–), a 2014-es Intel International Science and Engineering Fair tudományos verseny második helyezettje villamos- és gépészetmérnöki témában készített csoportprojektjével | MPC JPL |
| (31583) 1999 FP30      | 1999 FP30      | 1999. március 19.    | Socorro            | LINEAR                              | | MPC JPL |
| 31584 Emaparker        | 1999 FG31      | 1999. március 19.    | Socorro            | LINEAR                              | Ema Linnea Parker (1998–), a 2014-es Intel International Science and Engineering Fair tudományos verseny második helyezettje villamos- és gépészetmérnöki témában készített csoportprojektjével | MPC JPL |
| (31585) 1999 FJ31      | 1999 FJ31      | 1999. március 19.    | Socorro            | LINEAR                              | | MPC JPL |
| (31586) 1999 FA32      | 1999 FA32      | 1999. március 19.    | Socorro            | LINEAR                              | | MPC JPL |
| (31587) 1999 FQ32      | 1999 FQ32      | 1999. március 23.    | Višnjan            | Korado Korlević                     | | MPC JPL |
| 31588 Harrypaul        | 1999 FT33      | 1999. március 19.    | Socorro            | LINEAR                              | Harry Paul (1996–), a 2014-es Intel International Science and Engineering Fair tudományos verseny első helyezettje és kategóriájának legjobbja alapanyagok és biomérnöki témában készített projektjével, emellett megkapta az Innovation Exploration díjat is                                                                                                | MPC JPL |
| (31589) 1999 FX33      | 1999 FX33      | 1999. március 19.    | Socorro            | LINEAR                              | | MPC JPL |
| (31590) 1999 FS34      | 1999 FS34      | 1999. március 19.    | Socorro            | LINEAR                              | | MPC JPL |
| (31591) 1999 FD35      | 1999 FD35      | 1999. március 19.    | Socorro            | LINEAR                              | | MPC JPL |
| 31592 Jacobplaut       | 1999 FG36      | 1999. március 20.    | Socorro            | LINEAR                              | Jacob Mitchell Plaut (1996–), a 2014-es Intel International Science and Engineering Fair tudományos verseny második helyezettje környezetgazdálkodási témában készített csoportprojektjével | MPC JPL |
| 31593 Romapradhan      | 1999 FG39      | 1999. március 20.    | Socorro            | LINEAR                              | Roma Vivek Pradhan (1996–), a 2014-es Intel International Science and Engineering Fair tudományos verseny második helyezettje számítástechnikai témában készített projektjével | MPC JPL |
| 31594 Drewprevost      | 1999 FH41      | 1999. március 20.    | Socorro            | LINEAR                              | Drew Prevost (1998–), a 2014-es Intel International Science and Engineering Fair tudományos verseny második helyezettje villamos- és gépészetmérnöki témában készített projektjével | MPC JPL |
| 31595 Noahpritt        | 1999 FS45      | 1999. március 20.    | Socorro            | LINEAR                              | Noah Christian Pritt (1996–), a 2014-es Intel International Science and Engineering Fair tudományos verseny második helyezettje számítástechnikai témában készített projektjével | MPC JPL |
| 31596 Ragavender       | 1999 FL46      | 1999. március 20.    | Socorro            | LINEAR                              | Ritesh Narayan Ragavender (1996–), a 2014-es Intel International Science and Engineering Fair tudományos verseny első helyezettje matematikai témában készített projektjével | MPC JPL |
| 31597 Allisonmarie     | 1999 FP47      | 1999. március 20.    | Socorro            | LINEAR                              | Allison Marie Raines (1998–), a 2014-es Intel International Science and Engineering Fair tudományos verseny első helyezettje környezetgazdálkodási témában készített csoportprojektjével | MPC JPL |
| 31598 Danielrudin      | 1999 FQ48      | 1999. március 20.    | Socorro            | LINEAR                              | Daniel Rudin (1996–), a 2014-es Intel International Science and Engineering Fair tudományos verseny második helyezettje környezetgazdálkodási témában készített csoportprojektjével | MPC JPL |
| 31599 Chloesherry      | 1999 FE49      | 1999. március 20.    | Socorro            | LINEAR                              | Chloe Sherry (1996–), a 2014-es Intel International Science and Engineering Fair tudományos verseny második helyezettje állattudományi témában készített projektjével | MPC JPL |
| 31600 Somasundaram     | 1999 FJ51      | 1999. március 20.    | Socorro            | LINEAR                              | Sriram Somasundaram (1997–), a 2014-es Intel International Science and Engineering Fair tudományos verseny második helyezettje biokémiai témában készített projektjével | MPC JPL |
| 31601–31700.           |                |                      |                    |                                     | |         |
| (31601) 1999 GF        | 1999 GF        | 1999. április 3.     | Višnjan            | Korado Korlević                     | | MPC JPL |
| (31602) 1999 GG        | 1999 GG        | 1999. április 3.     | Višnjan            | Korado Korlević                     | | MPC JPL |
| (31603) 1999 GQ3       | 1999 GQ3       | 1999. április 10.    | Fountain Hills     | Charles W. Juels                    | | MPC JPL |
| (31604) 1999 GH4       | 1999 GH4       | 1999. április 13.    | Oaxaca             | James M. Roe                        | | MPC JPL |
| 31605 Braschi          | 1999 GM4       | 1999. április 10.    | Montelupo          | Maura Tombelli, Andrea Boattini     | Nicoletta Braschi (1960–), színész | MPC JPL |
| (31606) 1999 GX4       | 1999 GX4       | 1999. április 13.    | Woomera            | Frank B. Zoltowski                  | | MPC JPL |
| (31607) 1999 GQ5       | 1999 GQ5       | 1999. április 15.    | Gekko              | Kagava Tecuó                        | | MPC JPL |
| (31608) 1999 GR5       | 1999 GR5       | 1999. április 12.    | Reedy Creek        | John Broughton                      | | MPC JPL |
| (31609) 1999 GT5       | 1999 GT5       | 1999. április 15.    | Fountain Hills     | Charles W. Juels                    | | MPC JPL |
| (31610) 1999 GC6       | 1999 GC6       | 1999. április 14.    | Nacsi-Kucuura      | Simizu Josiszada, Urata Takesi      | | MPC JPL |
| (31611) 1999 GF6       | 1999 GF6       | 1999. április 13.    | Višnjan            | Korado Korlević                     | | MPC JPL |
| (31612) 1999 GG6       | 1999 GG6       | 1999. április 13.    | Višnjan            | Korado Korlević                     | | MPC JPL |
| (31613) 1999 GO8       | 1999 GO8       | 1999. április 10.    | Anderson Mesa      | LONEOS                              | | MPC JPL |
| (31614) 1999 GV10      | 1999 GV10      | 1999. április 11.    | Kitt Peak          | Spacewatch                          | | MPC JPL |
| (31615) 1999 GF16      | 1999 GF16      | 1999. április 9.     | Socorro            | LINEAR                              | | MPC JPL |
| (31616) 1999 GM17      | 1999 GM17      | 1999. április 15.    | Socorro            | LINEAR                              | | MPC JPL |
| 31617 Meeraradha       | 1999 GP17      | 1999. április 15.    | Socorro            | LINEAR                              | Meera Radha Srinivasan (1997–), a 2014-es Intel International Science and Engineering Fair tudományos verseny második helyezettje környezettudományi témában készített projektjével | MPC JPL |
| 31618 Tharakan         | 1999 GE18      | 1999. április 15.    | Socorro            | LINEAR                              | Serena Margaret Tharakan (1996–), a 2014-es Intel International Science and Engineering Fair tudományos verseny második helyezettje egészségügyi és orvostudományi témában készített csoportprojektjével | MPC JPL |
| 31619 Jodietinker      | 1999 GU18      | 1999. április 15.    | Socorro            | LINEAR                              | Jodie Leigh Tinker (1996–), a 2014-es Intel International Science and Engineering Fair tudományos verseny első helyezettje sejt- és molekulárisbiológiai témában készített projektjével | MPC JPL |
| (31620) 1999 GB19      | 1999 GB19      | 1999. április 15.    | Socorro            | LINEAR                              | | MPC JPL |
| (31621) 1999 GH19      | 1999 GH19      | 1999. április 15.    | Socorro            | LINEAR                              | | MPC JPL |
| (31622) 1999 GL19      | 1999 GL19      | 1999. április 15.    | Socorro            | LINEAR                              | | MPC JPL |
| (31623) 1999 GK20      | 1999 GK20      | 1999. április 15.    | Socorro            | LINEAR                              | | MPC JPL |
| (31624) 1999 GP20      | 1999 GP20      | 1999. április 15.    | Socorro            | LINEAR                              | | MPC JPL |
| (31625) 1999 GR20      | 1999 GR20      | 1999. április 15.    | Socorro            | LINEAR                              | | MPC JPL |
| (31626) 1999 GV20      | 1999 GV20      | 1999. április 15.    | Socorro            | LINEAR                              | | MPC JPL |
| 31627 Ulmera           | 1999 GW20      | 1999. április 15.    | Socorro            | LINEAR                              | Alexandra Ulmer (1996–), a 2014-es Intel International Science and Engineering Fair tudományos verseny második helyezettje viselkedés- és társadalomtudományok témában készített csoportprojektjével | MPC JPL |
| 31628 Vorperian        | 1999 GG23      | 1999. április 6.     | Socorro            | LINEAR                              | Sevahn Kayaneh Vorperian (1996–), a 2014-es Intel International Science and Engineering Fair tudományos verseny második helyezettje biokémiai témában készített projektjével | MPC JPL |
| (31629) 1999 GK23      | 1999 GK23      | 1999. április 6.     | Socorro            | LINEAR                              | | MPC JPL |
| 31630 Jennywang        | 1999 GN23      | 1999. április 6.     | Socorro            | LINEAR                              | Jenny Lynn Wang (1997–), a 2014-es Intel International Science and Engineering Fair tudományos verseny második helyezettje számítástechnikai témában készített projektjével | MPC JPL |
| 31631 Abbywilliams     | 1999 GL28      | 1999. április 7.     | Socorro            | LINEAR                              | Abigail Anne Williams (1997–), a 2014-es Intel International Science and Engineering Fair tudományos verseny második helyezettje állattudományi témában készített csoportprojektjével | MPC JPL |
| 31632 Stephaying       | 1999 GM28      | 1999. április 7.     | Socorro            | LINEAR                              | Stephanie Ying (1996–), a 2014-es Intel International Science and Engineering Fair tudományos verseny második helyezettje mikrobiológiai témában készített projektjével | MPC JPL |
| 31633 Almonte          | 1999 GH30      | 1999. április 7.     | Socorro            | LINEAR                              | Carolyn Marie Almonte (2003–), a 2015-ös BROADCOM Masters középiskolai matematikai és tudományos verseny döntőse egészségügyi és orvostudományi témában készített projektjével | MPC JPL |
| (31634) 1999 GG31      | 1999 GG31      | 1999. április 7.     | Socorro            | LINEAR                              | | MPC JPL |
| 31635 Anandarao        | 1999 GW31      | 1999. április 7.     | Socorro            | LINEAR                              | Pranav Kumar Anandarao (2001–), a 2015-ös BROADCOM Masters középiskolai matematikai és tudományos verseny döntőse energiák témában készített projektjével | MPC JPL |
| (31636) 1999 GB32      | 1999 GB32      | 1999. április 7.     | Socorro            | LINEAR                              | | MPC JPL |
| 31637 Bhimaraju        | 1999 GF32      | 1999. április 7.     | Socorro            | LINEAR                              | Manasa Hari Bhimaraju (2003–), a 2015-ös BROADCOM Masters középiskolai matematikai és tudományos verseny döntőse villamos- és gépészetmérnöki témában készített projektjével | MPC JPL |
| (31638) 1999 GL32      | 1999 GL32      | 1999. április 7.     | Socorro            | LINEAR                              | | MPC JPL |
| 31639 Bodoni           | 1999 GC34      | 1999. április 6.     | Socorro            | LINEAR                              | Evelyn Ariana Bodoni (2002–), a 2015-ös BROADCOM Masters középiskolai matematikai és tudományos verseny döntőse viselkedés- és társadalomtudományok témában készített projektjével | MPC JPL |
| 31640 Johncaven        | 1999 GH34      | 1999. április 6.     | Socorro            | LINEAR                              | John Blake Caven (2003–), a 2015-ös BROADCOM Masters középiskolai matematikai és tudományos verseny döntőse számítástechnikai és szoftverfejlesztési témában készített projektjével | MPC JPL |
| 31641 Cevasco          | 1999 GW34      | 1999. április 6.     | Socorro            | LINEAR                              | Hannah Olivia Cevasco (2000–), a 2015-ös BROADCOM Masters középiskolai matematikai és tudományos verseny döntőse egészségügyi és orvostudományi témában készített projektjével | MPC JPL |
| 31642 Soyounchoi       | 1999 GX36      | 1999. április 14.    | Socorro            | LINEAR                              | Soyoun Choi (1999–), a 2015-ös BROADCOM Masters középiskolai matematikai és tudományos verseny döntőse viselkedés- és társadalomtudományok témában készített projektjével | MPC JPL |
| 31643 Natashachugh     | 1999 GE41      | 1999. április 12.    | Socorro            | LINEAR                              | Natasha Chugh (2001–), a 2015-ös BROADCOM Masters középiskolai matematikai és tudományos verseny döntőse villamos- és gépészetmérnöki témában készített projektjével | MPC JPL |
| (31644) 1999 GY41      | 1999 GY41      | 1999. április 12.    | Socorro            | LINEAR                              | | MPC JPL |
| (31645) 1999 GJ42      | 1999 GJ42      | 1999. április 12.    | Socorro            | LINEAR                              | | MPC JPL |
| (31646) 1999 GQ44      | 1999 GQ44      | 1999. április 12.    | Socorro            | LINEAR                              | | MPC JPL |
| (31647) 1999 GY51      | 1999 GY51      | 1999. április 11.    | Anderson Mesa      | LONEOS                              | | MPC JPL |
| 31648 Pedrosada        | 1999 GL53      | 1999. április 11.    | Anderson Mesa      | LONEOS                              | Pedro Antonio Valdes Sada (1973–), a mexikói Monterrey Egyetem matematika és fizika professzora, akinek kutatása magában foglalja az aszteroidák asztrometriáját és fotometriáját, valamint a csillagok okkultációit | MPC JPL |
| (31649) 1999 GL55      | 1999 GL55      | 1999. április 7.     | Kitt Peak          | Spacewatch                          | | MPC JPL |
| 31650 Frýdek-Místek    | 1999 HW        | 1999. április 18.    | Ondřejov           | Petr Pravec                         | Frýdek és Místek ikervárosok, az Osztravice folyó ellentétes oldalán, Szilézia és Morávia határán, a Beskydy-hegység alatti gyönyörű tájban helyezkednek el, a felfedező gyermekkorának nagy részét az ikervárosokban élte le | MPC JPL |
| (31651) 1999 HH2       | 1999 HH2       | 1999. április 19.    | Mallorca           | Ángel López Jiménez, Rafael Pacheco | | MPC JPL |
| (31652) 1999 HS2       | 1999 HS2       | 1999. április 21.    | Xinglong           | SCAP                                | | MPC JPL |
| (31653) 1999 HH4       | 1999 HH4       | 1999. április 16.    | Kitt Peak          | Spacewatch                          | | MPC JPL |
| (31654) 1999 HJ5       | 1999 HJ5       | 1999. április 17.    | Kitt Peak          | Spacewatch                          | | MPC JPL |
| 31655 Averyclowes      | 1999 HG7       | 1999. április 17.    | Socorro            | LINEAR                              | Avery Parker Clowes (2002–), a 2015-ös BROADCOM Masters középiskolai matematikai és tudományos verseny döntőse villamos- és gépészetmérnöki témában készített projektjével | MPC JPL |
| (31656) 1999 HL8       | 1999 HL8       | 1999. április 16.    | Socorro            | LINEAR                              | | MPC JPL |
| (31657) 1999 HN8       | 1999 HN8       | 1999. április 16.    | Socorro            | LINEAR                              | | MPC JPL |
| (31658) 1999 HU8       | 1999 HU8       | 1999. április 17.    | Socorro            | LINEAR                              | | MPC JPL |
| (31659) 1999 HT10      | 1999 HT10      | 1999. április 17.    | Socorro            | LINEAR                              | | MPC JPL |
| 31660 Maximiliandu     | 1999 HY10      | 1999. április 17.    | Socorro            | LINEAR                              | Maximilian Junqi Du (2002–), a 2015-ös BROADCOM Masters középiskolai matematikai és tudományos verseny döntőse kémiai témában készített projektjével | MPC JPL |
| 31661 Eggebraaten      | 1999 HJ11      | 1999. április 17.    | Socorro            | LINEAR                              | Andrew John Eggebraaten (2001–), a 2015-ös BROADCOM Masters középiskolai matematikai és tudományos verseny döntőse villamos- és gépészetmérnöki témában készített projektjével | MPC JPL |
| (31662) 1999 HP11      | 1999 HP11      | 1999. április 19.    | Kitt Peak          | Spacewatch                          | Apolló-aszteroida | MPC JPL |
| (31663) 1999 JG2       | 1999 JG2       | 1999. május 8.       | Catalina           | CSS                                 | | MPC JPL |
| 31664 Randiiwessen     | 1999 JR2       | 1999. május 8.       | Farpoint           | Gary Hug                            | Randii Wessen (1958–), a Poropulsion Laboratórium munkatársa több mint 20 éve, A JPL-ben töltött hivatali ideje alatt a Voyager, a Cassini, a Galileo és a Mars Rover missziókon dolgozott, emellett ő is egy AIAA jeles előadó | MPC JPL |
| 31665 Veblen           | 1999 JZ2       | 1999. május 10.      | Prescott           | Paul G. Comba                       | Oswald Veblen (1880–1960), a Princetoni Egyetem, majd később az Emelt Szintű Tanulmányok Intézetének professzora, ismertségét az expozícióról írt tanulmányai hozták meg, jelentős mértékben járult hozzá a topológia, projektív geometria és differenciál geometria kutatásában és tanításában, több generációnyi leendő matematikus tanításában vett részt | MPC JPL |
| (31666) 1999 JK3       | 1999 JK3       | 1999. május 8.       | Óizumi             | Kobajasi Takao                      | | MPC JPL |
| (31667) 1999 JL3       | 1999 JL3       | 1999. május 8.       | Óizumi             | Kobajasi Takao                      | | MPC JPL |
| (31668) 1999 JX3       | 1999 JX3       | 1999. május 6.       | Woomera            | Frank B. Zoltowski                  | | MPC JPL |
| (31669) 1999 JT6       | 1999 JT6       | 1999. május 12.      | Socorro            | LINEAR                              | Apolló-aszteroida | MPC JPL |
| (31670) 1999 JL7       | 1999 JL7       | 1999. május 8.       | Catalina           | CSS                                 | | MPC JPL |
| 31671 Masatoshi        | 1999 JY7       | 1999. május 13.      | Kuma Kogen         | Nakamura Akimasza                   | Nakamura Maszatosi (1951–), színész és énekes, aki Mijagi prefektúrában született | MPC JPL |
| (31672) 1999 JB8       | 1999 JB8       | 1999. május 12.      | Socorro            | LINEAR                              | | MPC JPL |
| (31673) 1999 JZ8       | 1999 JZ8       | 1999. május 7.       | Catalina           | CSS                                 | | MPC JPL |
| (31674) 1999 JD9       | 1999 JD9       | 1999. május 7.       | Catalina           | CSS                                 | | MPC JPL |
| (31675) 1999 JO10      | 1999 JO10      | 1999. május 8.       | Catalina           | CSS                                 | | MPC JPL |
| (31676) 1999 JN16      | 1999 JN16      | 1999. május 15.      | Kitt Peak          | Spacewatch                          | | MPC JPL |
| 31677 Audreyglende     | 1999 JQ18      | 1999. május 10.      | Socorro            | LINEAR                              | Audrey Glende (2003–), a 2015-ös BROADCOM Masters középiskolai matematikai és tudományos verseny döntőse mikrobiológiai és biokémiai témában készített projektjével | MPC JPL |
| (31678) 1999 JX18      | 1999 JX18      | 1999. május 10.      | Socorro            | LINEAR                              | | MPC JPL |
| 31679 Glenngrimmett    | 1999 JJ19      | 1999. május 10.      | Socorro            | LINEAR                              | Glenn Manuel Grimmett (2001–), a 2015-ös BROADCOM Masters középiskolai matematikai és tudományos verseny döntőse állattudományi témában készített projektjével | MPC JPL |
| 31680 Josephuitt       | 1999 JK19      | 1999. május 10.      | Socorro            | LINEAR                              | Joseph Arthur Huitt (2000–), a 2015-ös BROADCOM Masters középiskolai matematikai és tudományos verseny döntőse állattudományi témában készített projektjével | MPC JPL |
| (31681) 1999 JH21      | 1999 JH21      | 1999. május 10.      | Socorro            | LINEAR                              | | MPC JPL |
| 31682 Kinsey           | 1999 JU21      | 1999. május 10.      | Socorro            | LINEAR                              | Elizabeth Grace Kinsey (2001–), a 2015-ös BROADCOM Masters középiskolai matematikai és tudományos verseny döntőse környezetvédelmi és földtudományi témában készített projektjével | MPC JPL |
| (31683) 1999 JJ22      | 1999 JJ22      | 1999. május 10.      | Socorro            | LINEAR                              | | MPC JPL |
| 31684 Lindsay          | 1999 JS22      | 1999. május 10.      | Socorro            | LINEAR                              | Mikayla Ann Lindsay (2002–), a 2015-ös BROADCOM Masters középiskolai matematikai és tudományos verseny döntőse fizikai témában készített projektjével | MPC JPL |
| (31685) 1999 JB25      | 1999 JB25      | 1999. május 10.      | Socorro            | LINEAR                              | | MPC JPL |
| (31686) 1999 JL26      | 1999 JL26      | 1999. május 10.      | Socorro            | LINEAR                              | | MPC JPL |
| (31687) 1999 JP26      | 1999 JP26      | 1999. május 10.      | Socorro            | LINEAR                              | | MPC JPL |
| 31688 Bryantliu        | 1999 JT27      | 1999. május 10.      | Socorro            | LINEAR                              | Bryant Michael Liu (2001–), a 2015-ös BROADCOM Masters középiskolai matematikai és tudományos verseny döntőse növénytudományi témában készített projektjével | MPC JPL |
| 31689 Sebmellen        | 1999 JW27      | 1999. május 10.      | Socorro            | LINEAR                              | Sebastian Lucas Mellen (2001–), a 2015-ös BROADCOM Masters középiskolai matematikai és tudományos verseny döntőse számítástechnikai és szoftverfejlesztési témában készített projektjével | MPC JPL |
| 31690 Nayamenezes      | 1999 JK28      | 1999. május 10.      | Socorro            | LINEAR                              | Naya Kiren Menezes (2001–), a 2015-ös BROADCOM Masters középiskolai matematikai és tudományos verseny döntőse fizikai témában készített projektjével | MPC JPL |
| (31691) 1999 JO30      | 1999 JO30      | 1999. május 10.      | Socorro            | LINEAR                              | | MPC JPL |
| (31692) 1999 JQ31      | 1999 JQ31      | 1999. május 10.      | Socorro            | LINEAR                              | | MPC JPL |
| (31693) 1999 JC32      | 1999 JC32      | 1999. május 10.      | Socorro            | LINEAR                              | | MPC JPL |
| (31694) 1999 JO32      | 1999 JO32      | 1999. május 10.      | Socorro            | LINEAR                              | | MPC JPL |
| (31695) 1999 JQ32      | 1999 JQ32      | 1999. május 10.      | Socorro            | LINEAR                              | | MPC JPL |
| 31696 Rohitmital       | 1999 JF33      | 1999. május 10.      | Socorro            | LINEAR                              | Rohit Rahul Mital (2002–), a 2015-ös BROADCOM Masters középiskolai matematikai és tudományos verseny döntőse környezetvédelmi és földtudományi témában készített projektjével | MPC JPL |
| 31697 Isaiahoneal      | 1999 JG33      | 1999. május 10.      | Socorro            | LINEAR                              | Isaiah Logan O'Neal (2001–), a 2015-ös BROADCOM Masters középiskolai matematikai és tudományos verseny döntőse növénytudományi témában készített projektjével | MPC JPL |
| 31698 Nikolaiortiz     | 1999 JL33      | 1999. május 10.      | Socorro            | LINEAR                              | Nikolai Victorovitch Ortiz (2002–), a 2015-ös BROADCOM Masters középiskolai matematikai és tudományos verseny döntőse környezetvédelmi és földtudományi témában készített projektjével | MPC JPL |
| (31699) 1999 JA36      | 1999 JA36      | 1999. május 10.      | Socorro            | LINEAR                              | | MPC JPL |
| 31700 Naperez          | 1999 JB40      | 1999. május 10.      | Socorro            | LINEAR                              | Nicholas Antonio Perez (2001–), a 2015-ös BROADCOM Masters középiskolai matematikai és tudományos verseny döntőse alapanyagok és biomérnöki témában készített projektjével | MPC JPL |
| 31701–31800.           |                |                      |                    |                                     | |         |
| 31701 Ragula           | 1999 JC40      | 1999. május 10.      | Socorro            | LINEAR                              | Kanishka Ragula (2001–), a 2015-ös BROADCOM Masters középiskolai matematikai és tudományos verseny döntőse energiák témában készített projektjével | MPC JPL |
| (31702) 1999 JD41      | 1999 JD41      | 1999. május 10.      | Socorro            | LINEAR                              | | MPC JPL |
| (31703) 1999 JZ43      | 1999 JZ43      | 1999. május 10.      | Socorro            | LINEAR                              | | MPC JPL |
| (31704) 1999 JZ44      | 1999 JZ44      | 1999. május 10.      | Socorro            | LINEAR                              | | MPC JPL |
| (31705) 1999 JM45      | 1999 JM45      | 1999. május 10.      | Socorro            | LINEAR                              | | MPC JPL |
| 31706 Singhani         | 1999 JX45      | 1999. május 10.      | Socorro            | LINEAR                              | Anish Singhani (2002–), a 2015-ös BROADCOM Masters középiskolai matematikai és tudományos verseny döntőse villamos- és gépészetmérnöki témában készített projektjével | MPC JPL |
| (31707) 1999 JH49      | 1999 JH49      | 1999. május 10.      | Socorro            | LINEAR                              | | MPC JPL |
| (31708) 1999 JL49      | 1999 JL49      | 1999. május 10.      | Socorro            | LINEAR                              | | MPC JPL |
| (31709) 1999 JD51      | 1999 JD51      | 1999. május 10.      | Socorro            | LINEAR                              | | MPC JPL |
| (31710) 1999 JC52      | 1999 JC52      | 1999. május 10.      | Socorro            | LINEAR                              | | MPC JPL |
| 31711 Suresh           | 1999 JY52      | 1999. május 10.      | Socorro            | LINEAR                              | Sriyaa Suresh (2001–), a 2015-ös BROADCOM Masters középiskolai matematikai és tudományos verseny döntőse állattudományi témában készített projektjével | MPC JPL |
| (31712) 1999 JZ52      | 1999 JZ52      | 1999. május 10.      | Socorro            | LINEAR                              | | MPC JPL |
| (31713) 1999 JF54      | 1999 JF54      | 1999. május 10.      | Socorro            | LINEAR                              | | MPC JPL |
| (31714) 1999 JP54      | 1999 JP54      | 1999. május 10.      | Socorro            | LINEAR                              | | MPC JPL |
| (31715) 1999 JX56      | 1999 JX56      | 1999. május 10.      | Socorro            | LINEAR                              | | MPC JPL |
| 31716 Matoonder        | 1999 JJ57      | 1999. május 10.      | Socorro            | LINEAR                              | Madison Alise Toonder (2001–), a 2015-ös BROADCOM Masters középiskolai matematikai és tudományos verseny döntőse környezetvédelmi és földtudományi témában készített projektjével | MPC JPL |
| (31717) 1999 JA58      | 1999 JA58      | 1999. május 10.      | Socorro            | LINEAR                              | | MPC JPL |
| (31718) 1999 JO58      | 1999 JO58      | 1999. május 10.      | Socorro            | LINEAR                              | | MPC JPL |
| 31719 Davidyue         | 1999 JU58      | 1999. május 10.      | Socorro            | LINEAR                              | David Yue (2001–), a 2015-ös BROADCOM Masters középiskolai matematikai és tudományos verseny döntőse számítástechnikai és szoftverfejlesztési témában készített projektjével | MPC JPL |
| (31720) 1999 JW59      | 1999 JW59      | 1999. május 10.      | Socorro            | LINEAR                              | | MPC JPL |
| (31721) 1999 JB60      | 1999 JB60      | 1999. május 10.      | Socorro            | LINEAR                              | | MPC JPL |
| (31722) 1999 JG61      | 1999 JG61      | 1999. május 10.      | Socorro            | LINEAR                              | | MPC JPL |
| (31723) 1999 JT61      | 1999 JT61      | 1999. május 10.      | Socorro            | LINEAR                              | | MPC JPL |
| (31724) 1999 JJ64      | 1999 JJ64      | 1999. május 10.      | Socorro            | LINEAR                              | | MPC JPL |
| 31725 Anushazaman      | 1999 JS66      | 1999. május 12.      | Socorro            | LINEAR                              | Anisha Zaman (2001–), a 2015-ös BROADCOM Masters középiskolai matematikai és tudományos verseny döntőse mikrobiológiai és biokémiai témában készített projektjével | MPC JPL |
| (31726) 1999 JA67      | 1999 JA67      | 1999. május 12.      | Socorro            | LINEAR                              | | MPC JPL |
| 31727 Amandalewis      | 1999 JU67      | 1999. május 12.      | Socorro            | LINEAR                              | Amanda Lewis, a 2015-ös BROADCOM Masters középiskolai matematikai és tudományos verseny egyik döntősének mentora | MPC JPL |
| 31728 Rhondah          | 1999 JZ68      | 1999. május 12.      | Socorro            | LINEAR                              | Rhonda Hendrickson, a 2015-ös BROADCOM Masters középiskolai matematikai és tudományos verseny egyik döntősének mentora | MPC JPL |
| 31729 Scharmen         | 1999 JO69      | 1999. május 12.      | Socorro            | LINEAR                              | Chris Scharmen, a 2015-ös BROADCOM Masters középiskolai matematikai és tudományos verseny egyik döntősének mentora | MPC JPL |
| (31730) 1999 JV70      | 1999 JV70      | 1999. május 12.      | Socorro            | LINEAR                              | | MPC JPL |
| 31731 Johnwiley        | 1999 JX70      | 1999. május 12.      | Socorro            | LINEAR                              | John Wiley, a 2015-ös BROADCOM Masters középiskolai matematikai és tudományos verseny egyik döntősének mentora | MPC JPL |
| (31732) 1999 JB71      | 1999 JB71      | 1999. május 12.      | Socorro            | LINEAR                              | | MPC JPL |
| (31733) 1999 JP71      | 1999 JP71      | 1999. május 12.      | Socorro            | LINEAR                              | | MPC JPL |
| (31734) 1999 JT71      | 1999 JT71      | 1999. május 12.      | Socorro            | LINEAR                              | | MPC JPL |
| (31735) 1999 JJ72      | 1999 JJ72      | 1999. május 12.      | Socorro            | LINEAR                              | | MPC JPL |
| (31736) 1999 JR73      | 1999 JR73      | 1999. május 12.      | Socorro            | LINEAR                              | | MPC JPL |
| 31737 Carriecoombs     | 1999 JT75      | 1999. május 10.      | Socorro            | LINEAR                              | Carrie Coombs, a 2015-ös BROADCOM Masters középiskolai matematikai és tudományos verseny egyik döntősének mentora | MPC JPL |
| (31738) 1999 JC77      | 1999 JC77      | 1999. május 12.      | Socorro            | LINEAR                              | | MPC JPL |
| (31739) 1999 JE77      | 1999 JE77      | 1999. május 12.      | Socorro            | LINEAR                              | | MPC JPL |
| (31740) 1999 JW77      | 1999 JW77      | 1999. május 12.      | Socorro            | LINEAR                              | | MPC JPL |
| (31741) 1999 JG78      | 1999 JG78      | 1999. május 13.      | Socorro            | LINEAR                              | | MPC JPL |
| (31742) 1999 JA79      | 1999 JA79      | 1999. május 13.      | Socorro            | LINEAR                              | | MPC JPL |
| (31743) 1999 JK79      | 1999 JK79      | 1999. május 13.      | Socorro            | LINEAR                              | | MPC JPL |
| 31744 Shimshock        | 1999 JN79      | 1999. május 13.      | Socorro            | LINEAR                              | Nicole Shimshock, a 2015-ös BROADCOM Masters középiskolai matematikai és tudományos verseny egyik döntősének mentora | MPC JPL |
| (31745) 1999 JN82      | 1999 JN82      | 1999. május 12.      | Socorro            | LINEAR                              | | MPC JPL |
| (31746) 1999 JP82      | 1999 JP82      | 1999. május 12.      | Socorro            | LINEAR                              | | MPC JPL |
| (31747) 1999 JD83      | 1999 JD83      | 1999. május 12.      | Socorro            | LINEAR                              | | MPC JPL |
| (31748) 1999 JG83      | 1999 JG83      | 1999. május 12.      | Socorro            | LINEAR                              | | MPC JPL |
| (31749) 1999 JV83      | 1999 JV83      | 1999. május 12.      | Socorro            | LINEAR                              | | MPC JPL |
| (31750) 1999 JQ84      | 1999 JQ84      | 1999. május 12.      | Socorro            | LINEAR                              | | MPC JPL |
| (31751) 1999 JF85      | 1999 JF85      | 1999. május 14.      | Socorro            | LINEAR                              | | MPC JPL |
| (31752) 1999 JN91      | 1999 JN91      | 1999. május 12.      | Socorro            | LINEAR                              | | MPC JPL |
| (31753) 1999 JL94      | 1999 JL94      | 1999. május 12.      | Socorro            | LINEAR                              | | MPC JPL |
| (31754) 1999 JT95      | 1999 JT95      | 1999. május 12.      | Socorro            | LINEAR                              | | MPC JPL |
| (31755) 1999 JA96      | 1999 JA96      | 1999. május 12.      | Socorro            | LINEAR                              | | MPC JPL |
| (31756) 1999 JL98      | 1999 JL98      | 1999. május 12.      | Socorro            | LINEAR                              | | MPC JPL |
| (31757) 1999 JO98      | 1999 JO98      | 1999. május 12.      | Socorro            | LINEAR                              | | MPC JPL |
| (31758) 1999 JQ99      | 1999 JQ99      | 1999. május 12.      | Socorro            | LINEAR                              | | MPC JPL |
| (31759) 1999 JT99      | 1999 JT99      | 1999. május 12.      | Socorro            | LINEAR                              | | MPC JPL |
| (31760) 1999 JG101     | 1999 JG101     | 1999. május 12.      | Socorro            | LINEAR                              | | MPC JPL |
| (31761) 1999 JO103     | 1999 JO103     | 1999. május 13.      | Socorro            | LINEAR                              | | MPC JPL |
| (31762) 1999 JB104     | 1999 JB104     | 1999. május 14.      | Socorro            | LINEAR                              | | MPC JPL |
| (31763) 1999 JW107     | 1999 JW107     | 1999. május 13.      | Socorro            | LINEAR                              | | MPC JPL |
| (31764) 1999 JB108     | 1999 JB108     | 1999. május 13.      | Socorro            | LINEAR                              | | MPC JPL |
| (31765) 1999 JG114     | 1999 JG114     | 1999. május 13.      | Socorro            | LINEAR                              | | MPC JPL |
| (31766) 1999 JD116     | 1999 JD116     | 1999. május 13.      | Socorro            | LINEAR                              | | MPC JPL |
| 31767 Jennimartin      | 1999 JN116     | 1999. május 13.      | Socorro            | LINEAR                              | Jennifer Martin, a 2015-ös BROADCOM Masters középiskolai matematikai és tudományos verseny egyik döntősének mentora | MPC JPL |
| (31768) 1999 JA117     | 1999 JA117     | 1999. május 13.      | Socorro            | LINEAR                              | | MPC JPL |
| (31769) 1999 JL117     | 1999 JL117     | 1999. május 13.      | Socorro            | LINEAR                              | | MPC JPL |
| 31770 Melivanhouten    | 1999 JK118     | 1999. május 13.      | Socorro            | LINEAR                              | Melissa Van Houten, a 2015-ös BROADCOM Masters középiskolai matematikai és tudományos verseny egyik döntősének mentora | MPC JPL |
| 31771 Kirstenwright    | 1999 JX119     | 1999. május 13.      | Socorro            | LINEAR                              | Kirsten Wright, a 2015-ös BROADCOM Masters középiskolai matematikai és tudományos verseny egyik döntősének mentora | MPC JPL |
| 31772 Asztalos         | 1999 JW120     | 1999. május 13.      | Socorro            | LINEAR                              | Melissa Asztalos, a 2015-ös BROADCOM Masters középiskolai matematikai és tudományos verseny egyik döntősének mentora | MPC JPL |
| (31773) 1999 JL121     | 1999 JL121     | 1999. május 13.      | Socorro            | LINEAR                              | | MPC JPL |
| 31774 Debralas         | 1999 JW121     | 1999. május 13.      | Socorro            | LINEAR                              | Debra Las, a 2015-ös BROADCOM Masters középiskolai matematikai és tudományos verseny egyik döntősének mentora | MPC JPL |
| (31775) 1999 JN122     | 1999 JN122     | 1999. május 13.      | Socorro            | LINEAR                              | | MPC JPL |
| (31776) 1999 JE124     | 1999 JE124     | 1999. május 14.      | Socorro            | LINEAR                              | | MPC JPL |
| 31777 Amywinegar       | 1999 JO125     | 1999. május 10.      | Socorro            | LINEAR                              | Amy Winegar, a 2015-ös BROADCOM Masters középiskolai matematikai és tudományos verseny egyik döntősének mentora | MPC JPL |
| 31778 Richardschnur    | 1999 JT125     | 1999. május 12.      | Socorro            | LINEAR                              | Richard Schnur, a 2015-ös BROADCOM Masters középiskolai matematikai és tudományos verseny egyik döntősének mentora | MPC JPL |
| (31779) 1999 JO129     | 1999 JO129     | 1999. május 12.      | Socorro            | LINEAR                              | | MPC JPL |
| (31780) 1999 JB136     | 1999 JB136     | 1999. május 15.      | Anderson Mesa      | LONEOS                              | | MPC JPL |
| (31781) 1999 KZ2       | 1999 KZ2       | 1999. május 17.      | Kitt Peak          | Spacewatch                          | | MPC JPL |
| (31782) 1999 KM6       | 1999 KM6       | 1999. május 21.      | Mallorca           | Ángel López Jiménez, Rafael Pacheco | | MPC JPL |
| (31783) 1999 KV9       | 1999 KV9       | 1999. május 18.      | Socorro            | LINEAR                              | | MPC JPL |
| (31784) 1999 KB11      | 1999 KB11      | 1999. május 18.      | Socorro            | LINEAR                              | | MPC JPL |
| (31785) 1999 KK13      | 1999 KK13      | 1999. május 18.      | Socorro            | LINEAR                              | | MPC JPL |
| (31786) 1999 KO13      | 1999 KO13      | 1999. május 18.      | Socorro            | LINEAR                              | | MPC JPL |
| 31787 Darcylawson      | 1999 KH14      | 1999. május 18.      | Socorro            | LINEAR                              | Darcy Lawson, a 2015-ös BROADCOM Masters középiskolai matematikai és tudományos verseny egyik döntősének mentora | MPC JPL |
| (31788) 1999 KQ14      | 1999 KQ14      | 1999. május 18.      | Socorro            | LINEAR                              | | MPC JPL |
| (31789) 1999 KA15      | 1999 KA15      | 1999. május 18.      | Socorro            | LINEAR                              | | MPC JPL |
| (31790) 1999 LA1       | 1999 LA1       | 1999. június 7.      | Socorro            | LINEAR                              | | MPC JPL |
| (31791) 1999 LT3       | 1999 LT3       | 1999. június 7.      | Socorro            | LINEAR                              | | MPC JPL |
| (31792) 1999 LY4       | 1999 LY4       | 1999. június 8.      | Socorro            | LINEAR                              | | MPC JPL |
| (31793) 1999 LB6       | 1999 LB6       | 1999. június 11.     | Socorro            | LINEAR                              | Hungaria dinamikai család | MPC JPL |
| (31794) 1999 LL9       | 1999 LL9       | 1999. június 8.      | Socorro            | LINEAR                              | | MPC JPL |
| (31795) 1999 LM14      | 1999 LM14      | 1999. június 9.      | Socorro            | LINEAR                              | | MPC JPL |
| (31796) 1999 LS15      | 1999 LS15      | 1999. június 12.     | Socorro            | LINEAR                              | | MPC JPL |
| (31797) 1999 LN16      | 1999 LN16      | 1999. június 9.      | Socorro            | LINEAR                              | | MPC JPL |
| (31798) 1999 LY16      | 1999 LY16      | 1999. június 9.      | Socorro            | LINEAR                              | | MPC JPL |
| (31799) 1999 LN23      | 1999 LN23      | 1999. június 9.      | Socorro            | LINEAR                              | | MPC JPL |
| (31800) 1999 LT25      | 1999 LT25      | 1999. június 9.      | Socorro            | LINEAR                              | | MPC JPL |
| 31801–31900.           |                |                      |                    |                                     | |         |
| (31801) 1999 LY26      | 1999 LY26      | 1999. június 9.      | Socorro            | LINEAR                              | | MPC JPL |
| (31802) 1999 LP30      | 1999 LP30      | 1999. június 12.     | Kitt Peak          | Spacewatch                          | | MPC JPL |
| (31803) 1999 LN32      | 1999 LN32      | 1999. június 6.      | Catalina           | CSS                                 | | MPC JPL |
| (31804) 1999 MG        | 1999 MG        | 1999. június 18.     | Reedy Creek        | John Broughton                      | | MPC JPL |
| (31805) 1999 NN5       | 1999 NN5       | 1999. július 13.     | Socorro            | LINEAR                              | | MPC JPL |
| (31806) 1999 NE11      | 1999 NE11      | 1999. július 13.     | Socorro            | LINEAR                              | (L5 – trójai csoport) | MPC JPL |
| 31807 Shaunalennon     | 1999 NP17      | 1999. július 14.     | Socorro            | LINEAR                              | Shauna Lennon, a 2015-ös BROADCOM Masters középiskolai matematikai és tudományos verseny egyik döntősének mentora | MPC JPL |
| (31808) 1999 NR34      | 1999 NR34      | 1999. július 14.     | Socorro            | LINEAR                              | | MPC JPL |
| (31809) 1999 NS36      | 1999 NS36      | 1999. július 14.     | Socorro            | LINEAR                              | | MPC JPL |
| (31810) 1999 NR38      | 1999 NR38      | 1999. július 14.     | Socorro            | LINEAR                              | | MPC JPL |
| (31811) 1999 NA41      | 1999 NA41      | 1999. július 14.     | Socorro            | LINEAR                              | | MPC JPL |
| (31812) 1999 NL47      | 1999 NL47      | 1999. július 13.     | Socorro            | LINEAR                              | | MPC JPL |
| (31813) 1999 RF41      | 1999 RF41      | 1999. szeptember 13. | Socorro            | LINEAR                              | (Hungaria dinamikai család) | MPC JPL |
| (31814) 1999 RW70      | 1999 RW70      | 1999. szeptember 7.  | Socorro            | LINEAR                              | (L5 – trójai csoport) | MPC JPL |
| (31815) 1999 RY111     | 1999 RY111     | 1999. szeptember 9.  | Socorro            | LINEAR                              | | MPC JPL |
| (31816) 1999 RZ117     | 1999 RZ117     | 1999. szeptember 9.  | Socorro            | LINEAR                              | | MPC JPL |
| (31817) 1999 RK134     | 1999 RK134     | 1999. szeptember 9.  | Socorro            | LINEAR                              | (Hilda típusú aszteroida) | MPC JPL |
| (31818) 1999 RM135     | 1999 RM135     | 1999. szeptember 9.  | Socorro            | LINEAR                              | | MPC JPL |
| (31819) 1999 RS150     | 1999 RS150     | 1999. szeptember 9.  | Socorro            | LINEAR                              | (L5 – trójai csoport) | MPC JPL |
| (31820) 1999 RT186     | 1999 RT186     | 1999. szeptember 9.  | Socorro            | LINEAR                              | (L5 – trójai csoport) | MPC JPL |
| (31821) 1999 RK225     | 1999 RK225     | 1999. szeptember 3.  | Kitt Peak          | Spacewatch                          | (L5 – trójai csoport) | MPC JPL |
| (31822) 1999 SY4       | 1999 SY4       | 1999. szeptember 9.  | Socorro            | LINEAR                              | (Cybele típusú aszteroida) | MPC JPL |
| 31823 Viète            | 1999 TN3       | 1999. október 4.     | Prescott           | Paul G. Comba                       | François Viète (1540–1603), egy francia ügyvéd és matematikus, aki bevezette a modern algebrai jelölést a betűkkel, hogy helyettesítse a számokat, emellett ő is kifejlesztett egy szisztematikus módszert sík és gömb alakú háromszögek megoldására | MPC JPL |
| 31824 Elatus           | 1999 UG5       | 1999. október 29.    | Catalina           | CSS                                 | (Kentaur típusú objektum) a kentaur Elatus neve erdőkhöz kapcsolódik, és "fenyő embert" jelent, talán azért, mert egész fenyőket fel tudott emelni, és fegyverként használni őket, a Herkulessel folytatott csata során Elatust egy mérgezett nyíl ölte meg, amely áthaladt a karján, majd a sérülés után térden sebezte Chiront                             | MPC JPL |
| (31825) 1999 UL13      | 1999 UL13      | 1999. október 29.    | Catalina           | CSS                                 | | MPC JPL |
| (31826) 1999 VM2       | 1999 VM2       | 1999. november 5.    | Óizumi             | Kobajasi Takao                      | | MPC JPL |
| (31827) 1999 VJ13      | 1999 VJ13      | 1999. november 1.    | Socorro            | LINEAR                              | (Hungaria dinamikai család) | MPC JPL |
| (31828) 1999 VU199     | 1999 VU199     | 1999. november 4.    | Anderson Mesa      | LONEOS                              | | MPC JPL |
| (31829) 1999 XT12      | 1999 XT12      | 1999. december 5.    | Socorro            | LINEAR                              | | MPC JPL |
| (31830) 1999 XT59      | 1999 XT59      | 1999. december 7.    | Socorro            | LINEAR                              | | MPC JPL |
| (31831) 1999 YL        | 1999 YL        | 1999. december 16.   | Socorro            | LINEAR                              | (Hungaria dinamikai család) | MPC JPL |
| (31832) 2000 AP59      | 2000 AP59      | 2000. január 4.      | Socorro            | LINEAR                              | | MPC JPL |
| (31833) 2000 AW123     | 2000 AW123     | 2000. január 5.      | Socorro            | LINEAR                              | | MPC JPL |
| (31834) 2000 AL142     | 2000 AL142     | 2000. január 5.      | Socorro            | LINEAR                              | | MPC JPL |
| (31835) 2000 BK16      | 2000 BK16      | 2000. január 30.     | Socorro            | LINEAR                              | (L4 – görög csoport) | MPC JPL |
| 31836 Poshedly         | 2000 BU34      | 2000. január 30.     | Catalina           | CSS                                 | Kenneth T. Poshedly (1949–), fáradhatatlan kiadója és főszerkesztője a Journal of the Association of Lunar and Planetary Observers nevű újságnak, a szervezettel végzett munkájáért megkapta a Peggy Haas Service díjat | MPC JPL |
| (31837) 2000 CB35      | 2000 CB35      | 2000. február 2.     | Socorro            | LINEAR                              | | MPC JPL |
| 31838 Angelarob        | 2000 CV48      | 2000. február 2.     | Socorro            | LINEAR                              | Angela Robinson, a 2015-ös BROADCOM Masters középiskolai matematikai és tudományos verseny egyik döntősének mentora | MPC JPL |
| 31839 Depinto          | 2000 CW50      | 2000. február 2.     | Socorro            | LINEAR                              | Alyssa DePinto, a 2015-ös BROADCOM Masters középiskolai matematikai és tudományos verseny egyik döntősének mentora | MPC JPL |
| 31840 Normnegus        | 2000 CG51      | 2000. február 2.     | Socorro            | LINEAR                              | Norm Negus, a 2015-ös BROADCOM Masters középiskolai matematikai és tudományos verseny egyik döntősének mentora | MPC JPL |
| (31841) 2000 CQ70      | 2000 CQ70      | 2000. február 7.     | Socorro            | LINEAR                              | | MPC JPL |
| (31842) 2000 CF77      | 2000 CF77      | 2000. február 10.    | Višnjan            | Korado Korlević                     | | MPC JPL |
| (31843) 2000 CQ80      | 2000 CQ80      | 2000. február 8.     | Socorro            | LINEAR                              | | MPC JPL |
| 31844 Mattwill         | 2000 DQ15      | 2000. február 26.    | Catalina           | CSS                                 | Matthew L. Will (1957–), amatőrcsillagász és sok évig a Association of the Lunar and Planetary Observers titkára és kincstárnoka, az itt végzett munkájáért megkapta a Peggy Haas Service díjat | MPC JPL |
| (31845) 2000 DK17      | 2000 DK17      | 2000. február 29.    | Socorro            | LINEAR                              | | MPC JPL |
| 31846 Elainegillum     | 2000 DQ47      | 2000. február 29.    | Socorro            | LINEAR                              | Elaine Gillum, a 2015-ös BROADCOM Masters középiskolai matematikai és tudományos verseny egyik döntősének mentora | MPC JPL |
| (31847) 2000 DQ96      | 2000 DQ96      | 2000. február 29.    | Socorro            | LINEAR                              | | MPC JPL |
| 31848 Mikemattei       | 2000 EM21      | 2000. március 3.     | Catalina           | CSS                                 | Michael Mattei (1940–), a Harvard Egyetem Obszervatórium Agassiz Állomásának munkatársa, különböző optikákat készít intézményeknek és vállalatoknak, köztük az M.I.T. Lincolna Labs-nak is, ahol az űrteleszkópokhoz csinál mikroszkóp optikát | MPC JPL |
| (31849) 2000 EZ21      | 2000 EZ21      | 2000. március 5.     | Socorro            | LINEAR                              | | MPC JPL |
| (31850) 2000 EB22      | 2000 EB22      | 2000. március 5.     | Socorro            | LINEAR                              | | MPC JPL |
| (31851) 2000 EK40      | 2000 EK40      | 2000. március 8.     | Socorro            | LINEAR                              | | MPC JPL |
| (31852) 2000 EO43      | 2000 EO43      | 2000. március 8.     | Socorro            | LINEAR                              | | MPC JPL |
| 31853 Rahulmital       | 2000 EW47      | 2000. március 9.     | Socorro            | LINEAR                              | Rahul Mital, a 2015-ös BROADCOM Masters középiskolai matematikai és tudományos verseny egyik döntősének mentora | MPC JPL |
| 31854 Darshanashah     | 2000 EB48      | 2000. március 9.     | Socorro            | LINEAR                              | Darshana Shah, a 2015-ös BROADCOM Masters középiskolai matematikai és tudományos verseny egyik döntősének mentora | MPC JPL |
| (31855) 2000 EA50      | 2000 EA50      | 2000. március 6.     | Višnjan            | Korado Korlević                     | | MPC JPL |
| (31856) 2000 EP54      | 2000 EP54      | 2000. március 10.    | Kitt Peak          | Spacewatch                          | | MPC JPL |
| (31857) 2000 EG58      | 2000 EG58      | 2000. március 8.     | Socorro            | LINEAR                              | | MPC JPL |
| 31858 Raykanipe        | 2000 EL59      | 2000. március 9.     | Socorro            | LINEAR                              | Raymond Kanipe, a 2015-ös BROADCOM Masters középiskolai matematikai és tudományos verseny egyik döntősének mentora | MPC JPL |
| 31859 Zemaitis         | 2000 EB66      | 2000. március 10.    | Socorro            | LINEAR                              | Valerie Zemaitis, a 2015-ös BROADCOM Masters középiskolai matematikai és tudományos verseny egyik döntősének mentora | MPC JPL |
| (31860) 2000 ES68      | 2000 ES68      | 2000. március 10.    | Socorro            | LINEAR                              | | MPC JPL |
| 31861 Darleshimizu     | 2000 EX68      | 2000. március 10.    | Socorro            | LINEAR                              | Simizu Darlene, a 2015-ös BROADCOM Masters középiskolai matematikai és tudományos verseny egyik döntősének mentora | MPC JPL |
| 31862 Garfinkle        | 2000 EY70      | 2000. március 11.    | Catalina           | CSS                                 | Robert A. Garfinkle (1947–), a Királyi Csillagászati Társaság tagja, bestseller csillagászati könyvek és és számtalan cikk szerzője, ő egyben a Brit Csillagászati Egyesület Holdmetszeti történésze és a Hold- és Bolygómegfigyelők Egyesületének könyvismertető szerkesztője is                                                                            | MPC JPL |
| 31863 Hazelcoffman     | 2000 EE84      | 2000. március 5.     | Socorro            | LINEAR                              | Hazel Coffman, a 2015-ös BROADCOM Masters középiskolai matematikai és tudományos verseny egyik döntősének mentora | MPC JPL |
| (31864) 2000 EC86      | 2000 EC86      | 2000. március 8.     | Socorro            | LINEAR                              | | MPC JPL |
| (31865) 2000 ED86      | 2000 ED86      | 2000. március 8.     | Socorro            | LINEAR                              | | MPC JPL |
| (31866) 2000 EA94      | 2000 EA94      | 2000. március 9.     | Socorro            | LINEAR                              | | MPC JPL |
| (31867) 2000 EG94      | 2000 EG94      | 2000. március 9.     | Socorro            | LINEAR                              | | MPC JPL |
| (31868) 2000 EO97      | 2000 EO97      | 2000. március 10.    | Socorro            | LINEAR                              | | MPC JPL |
| (31869) 2000 EF101     | 2000 EF101     | 2000. március 8.     | Kitt Peak          | Spacewatch                          | | MPC JPL |
| (31870) 2000 EG101     | 2000 EG101     | 2000. március 8.     | Kitt Peak          | Spacewatch                          | | MPC JPL |
| (31871) 2000 EA105     | 2000 EA105     | 2000. március 11.    | Anderson Mesa      | LONEOS                              | | MPC JPL |
| 31872 Terkán           | 2000 EL106     | 2000. március 13.    | Piszkéstető        | Sárneczky Krisztián, Szabó M. Gyula | Terkán Lajos (1887–1940), 1900-tól 1935-ig a Konkoly Obszervatórium munkatársa; jelentős szerepet játszott a Budapesti Obszervatórium megszervezésében és újjáépítésében 1921-ben; emellett ő javasolta és kezdeményezte az üstökösök és kisebb bolygók fotografikus megfigyelését is                                                                        | MPC JPL |
| 31873 Toliou           | 2000 EA130     | 2000. március 11.    | Anderson Mesa      | LONEOS                              | Athanasia (Sissy) Toliou (1988–), Luleå-i Technológiai Egyetem posztdoktorális kutatója, akinek tanulmányai magukban foglalják a földközeli objektumok, valamint az ős aszteroidák és üstökösök orbitális dinamikáját | MPC JPL |
| (31874) 2000 EF135     | 2000 EF135     | 2000. március 11.    | Anderson Mesa      | LONEOS                              | | MPC JPL |
| 31875 Saksena          | 2000 EG136     | 2000. március 11.    | Socorro            | LINEAR                              | Hitu Saksena, a 2015-ös BROADCOM Masters középiskolai matematikai és tudományos verseny egyik döntősének mentora | MPC JPL |
| 31876 Jenkens          | 2000 EA142     | 2000. március 2.     | Catalina           | CSS                                 | Robert Jenkens (1962–), az OSIRIS-REx Asteroid Sample Return misszió helyettes projektmenedzsere, a TDRS H,I,J projektek is részt vett, ahol a fejlesztést, indítást és a műveletekbe való áttérést vezette; emellett a NASA's Living With A Star and Solar Terrestrial Probes programjának szintén ő volt a helyettes projektmenedzsere                     | MPC JPL |
| 31877 Davideverett     | 2000 EX144     | 2000. március 3.     | Catalina           | CSS                                 | David Everett (1964–), az OSIRIS-REx Asteroid Sample Return misszió projektrendszermérnöke; az OSIRIS-REx-nél végzett munkája előtt a Lunar Reconnaissance Orbiter missziós rendszermérnökeként, valamint a NASA's Heliophysics and Explorers programjának fő rendszermérnökeként szolgált                                                                   | MPC JPL |
| (31878) 2000 FR7       | 2000 FR7       | 2000. március 29.    | Kvistaberg         | UDAS                                | | MPC JPL |
| (31879) 2000 FL12      | 2000 FL12      | 2000. március 28.    | Socorro            | LINEAR                              | | MPC JPL |
| (31880) 2000 FW12      | 2000 FW12      | 2000. március 29.    | Socorro            | LINEAR                              | | MPC JPL |
| (31881) 2000 FL15      | 2000 FL15      | 2000. március 30.    | Socorro            | LINEAR                              | | MPC JPL |
| (31882) 2000 FD20      | 2000 FD20      | 2000. március 29.    | Socorro            | LINEAR                              | | MPC JPL |
| 31883 Susanstern       | 2000 FD22      | 2000. március 29.    | Socorro            | LINEAR                              | Susan Stern, a 2015-ös BROADCOM Masters középiskolai matematikai és tudományos verseny egyik döntősének mentora | MPC JPL |
| (31884) 2000 FK27      | 2000 FK27      | 2000. március 27.    | Anderson Mesa      | LONEOS                              | | MPC JPL |
| 31885 Greggweger       | 2000 FJ32      | 2000. március 29.    | Socorro            | LINEAR                              | Gregg Weger, a 2015-ös BROADCOM Masters középiskolai matematikai és tudományos verseny egyik döntősének mentora | MPC JPL |
| 31886 Verlisak         | 2000 FN32      | 2000. március 29.    | Socorro            | LINEAR                              | Verlisa Kennedy, a 2015-ös BROADCOM Masters középiskolai matematikai és tudományos verseny egyik döntősének mentora | MPC JPL |
| (31887) 2000 FM33      | 2000 FM33      | 2000. március 29.    | Socorro            | LINEAR                              | | MPC JPL |
| 31888 Polizzi          | 2000 FM35      | 2000. március 29.    | Socorro            | LINEAR                              | Cristian David Polizzi (1996–), a 2015-ös Intel International Science and Engineering Fair tudományos verseny második helyezettje energiák témában készített csoportprojektjével | MPC JPL |
| (31889) 2000 FW35      | 2000 FW35      | 2000. március 29.    | Socorro            | LINEAR                              | | MPC JPL |
| (31890) 2000 FG37      | 2000 FG37      | 2000. március 29.    | Socorro            | LINEAR                              | | MPC JPL |
| (31891) 2000 FR42      | 2000 FR42      | 2000. március 28.    | Socorro            | LINEAR                              | | MPC JPL |
| (31892) 2000 FC43      | 2000 FC43      | 2000. március 28.    | Socorro            | LINEAR                              | | MPC JPL |
| 31893 Rodriguezalvarez | 2000 FB44      | 2000. március 29.    | Socorro            | LINEAR                              | Agustin Rodriguez Alvarez (1996–), a 2015-ös Intel International Science and Engineering Fair tudományos verseny második helyezettje energiák témában készített csoportprojektjével | MPC JPL |
| (31894) 2000 FD44      | 2000 FD44      | 2000. március 29.    | Socorro            | LINEAR                              | | MPC JPL |
| (31895) 2000 FX44      | 2000 FX44      | 2000. március 29.    | Socorro            | LINEAR                              | | MPC JPL |
| 31896 Gaydarov         | 2000 FZ48      | 2000. március 30.    | Socorro            | LINEAR                              | Petar Milkov Gaydarov (1996–), a 2015-ös Intel International Science and Engineering Fair tudományos verseny második helyezettje matematikai témában készített projektjével | MPC JPL |
| 31897 Brooksdasilva    | 2000 FT49      | 2000. március 30.    | Socorro            | LINEAR                              | Candace Rose Brooks-Da Silva (1999–), a 2015-ös Intel International Science and Engineering Fair tudományos verseny második helyezettje műszaki mechanikai témában készített projektjével | MPC JPL |
| (31898) 2000 GC1       | 2000 GC1       | 2000. április 2.     | Socorro            | LINEAR                              | | MPC JPL |
| 31899 Adityamohan      | 2000 GG7       | 2000. április 4.     | Socorro            | LINEAR                              | Aditya Anand Mohan (1997–), a 2015-ös Intel International Science and Engineering Fair tudományos verseny első helyezettje orvosbiológiai és egészségtudományi témában készített projektjével | MPC JPL |
| (31900) 2000 GX15      | 2000 GX15      | 2000. április 5.     | Socorro            | LINEAR                              | | MPC JPL |
| 31901–32000.           |                |                      |                    |                                     | |         |
| 31901 Amitscheer       | 2000 GU18      | 2000. április 12.    | Socorro            | LINEAR                              | Amit Scheer (1998–), a 2015-ös Intel International Science and Engineering Fair tudományos verseny második helyezettje orvosbiológiai és egészségtudományi témában készített projektjével | MPC JPL |
| 31902 Raymondwang      | 2000 GN19      | 2000. április 5.     | Socorro            | LINEAR                              | Raymond Wang (1998–), a 2015-ös Intel ISEF tudományos verseny első helyezettje és kategóriájának legjobbja műszaki mechanikai témában készített projektjével, emellett megkapta a Gordon E. Moore és a Cultural and Scientific Visit to China díjat is | MPC JPL |
| 31903 Euniceyou        | 2000 GK26      | 2000. április 5.     | Socorro            | LINEAR                              | Eunice Linh You (1996–), a 2015-ös Intel ISEF tudományos verseny első helyezettje mikrobiológiai témában készített projektjével | MPC JPL |
| 31904 Haoruochen       | 2000 GX34      | 2000. április 5.     | Socorro            | LINEAR                              | Hao Rouchen (1997–), a 2015-ös Intel ISEF tudományos verseny első helyezettje és kategóriájának legjobbja fizikai és csillagászati témában készített projektjével, emellett megkapta a London International Youth Science Forum és a Philip V. Streich emlékdíjat is                                                                                         | MPC JPL |
| 31905 Likinpong        | 2000 GM40      | 2000. április 5.     | Socorro            | LINEAR                              | Li Kin Pong Michael (1997–), a 2015-ös Intel ISEF tudományos verseny második helyezettje anyagtudományi témában készített csoportprojektjével | MPC JPL |
| (31906) 2000 GF44      | 2000 GF44      | 2000. április 5.     | Socorro            | LINEAR                              | | MPC JPL |
| 31907 Wongsumming      | 2000 GR44      | 2000. április 5.     | Socorro            | LINEAR                              | Wong Sum Ming Simon (1997–), a 2015-ös Intel ISEF tudományos verseny második helyezettje anyagtudományi témában készített csoportprojektjével | MPC JPL |
| (31908) 2000 GP46      | 2000 GP46      | 2000. április 5.     | Socorro            | LINEAR                              | | MPC JPL |
| 31909 Chenweitung      | 2000 GP52      | 2000. április 5.     | Socorro            | LINEAR                              | Chen Wei-Tung (1998–), a 2015-ös Intel ISEF tudományos verseny első helyezettje beágyazott rendszerek témában készített projektjével | MPC JPL |
| 31910 Moustafa         | 2000 GJ53      | 2000. április 5.     | Socorro            | LINEAR                              | Yasmine Yehya Moustafa (1998–), a 2015-ös Intel ISEF tudományos verseny első helyezettje föld- és környezettudományi témában készített projektjével | MPC JPL |
| 31911 Luciafauth       | 2000 GE54      | 2000. április 5.     | Socorro            | LINEAR                              | Lucia Fauth (1997–), a 2015-ös Intel ISEF tudományos verseny első helyezettje és kategóriájának legjobbja beágyazott rendszerek témában készített projektjével, emellett megkapta az Intel Foundation Cultural and Scientific Visit to China díjat is | MPC JPL |
| 31912 Lukasgrafner     | 2000 GM54      | 2000. április 5.     | Socorro            | LINEAR                              | Lukas Grafner (1997–), a 2015-ös Intel ISEF tudományos verseny második helyezettje műszaki mechanikai témában készített csoportprojektjével | MPC JPL |
| (31913) 2000 GM56      | 2000 GM56      | 2000. április 5.     | Socorro            | LINEAR                              | | MPC JPL |
| (31914) 2000 GL65      | 2000 GL65      | 2000. április 5.     | Socorro            | LINEAR                              | | MPC JPL |
| (31915) 2000 GA66      | 2000 GA66      | 2000. április 5.     | Socorro            | LINEAR                              | | MPC JPL |
| 31916 Arnehensel       | 2000 GC67      | 2000. április 5.     | Socorro            | LINEAR                              | Arne Hensel (1996–), a 2015-ös Intel ISEF tudományos verseny első helyezettje és kategóriájának legjobbja kémiai témában készített projektjével, emellett megkapta a Dudley R. Hershbach SIYSS díjat is | MPC JPL |
| 31917 Lukashohne       | 2000 GH67      | 2000. április 5.     | Socorro            | LINEAR                              | Lukas Hohne (1997–), a 2015-ös Intel ISEF tudományos verseny második helyezettje műszaki mechanikai témában készített csoportprojektjével | MPC JPL |
| 31918 Onkargujral      | 2000 GW67      | 2000. április 5.     | Socorro            | LINEAR                              | Onkar Singh Gujral (1996–), a 2015-ös Intel ISEF tudományos verseny második helyezettje szoftverrendszerek témában készített projektjével | MPC JPL |
| 31919 Carragher        | 2000 GC69      | 2000. április 5.     | Socorro            | LINEAR                              | Christopher Carragher (1996–), a 2015-ös Intel ISEF tudományos verseny második helyezettje számítógépes biológiai és bioinformatikai témában készített projektjével | MPC JPL |
| 31920 Annamcevoy       | 2000 GX69      | 2000. április 5.     | Socorro            | LINEAR                              | Anna Maria McEvoy (1996–), a 2015-ös Intel ISEF tudományos verseny második helyezettje növénytudományi témában készített projektjével | MPC JPL |
| (31921) 2000 GD71      | 2000 GD71      | 2000. április 5.     | Socorro            | LINEAR                              | | MPC JPL |
| 31922 Alsharif         | 2000 GD72      | 2000. április 5.     | Socorro            | LINEAR                              | Shaima Lutfi Al-Sharif (1999–), a 2015-ös Intel ISEF tudományos verseny második helyezettje viselkedés- és társadalomtudományok témában készített projektjével | MPC JPL |
| (31923) 2000 GN73      | 2000 GN73      | 2000. április 5.     | Socorro            | LINEAR                              | | MPC JPL |
| (31924) 2000 GD74      | 2000 GD74      | 2000. április 5.     | Socorro            | LINEAR                              | | MPC JPL |
| 31925 Krutovskiy       | 2000 GW75      | 2000. április 5.     | Socorro            | LINEAR                              | Roman Krutovskiy (1998–), a 2015-ös Intel ISEF tudományos verseny második helyezettje matematikai témában készített projektjével | MPC JPL |
| 31926 Alhamood         | 2000 GW76      | 2000. április 5.     | Socorro            | LINEAR                              | Abdul Jabbar Abdulrazaq Alhamood (1996–), a 2015-ös Intel ISEF tudományos verseny első helyezettje és kategóriájának legjobbja növénytudományi témában készített projektjével, emellett megkapta a Dudley R. Hershbach SIYSS díjat is | MPC JPL |
| (31927) 2000 GT78      | 2000 GT78      | 2000. április 5.     | Socorro            | LINEAR                              | | MPC JPL |
| 31928 Limzhengtheng    | 2000 GU78      | 2000. április 5.     | Socorro            | LINEAR                              | Lim Zheng Theng (1998–), a 2015-ös Intel ISEF tudományos verseny második helyezettje környezetmérnöki témában készített csoportprojektjével | MPC JPL |
| (31929) 2000 GF79      | 2000 GF79      | 2000. április 5.     | Socorro            | LINEAR                              | | MPC JPL |
| (31930) 2000 GJ81      | 2000 GJ81      | 2000. április 6.     | Socorro            | LINEAR                              | | MPC JPL |
| 31931 Sipiera          | 2000 GW82      | 2000. április 10.    | Prescott           | Paul G. Comba                       | Paul P. Sipiera (1948–), a Harper Egyetem csillagászati és geológiai professzora és a Planetary Studies Foundation elnöke, három expedíciót vezetett az Antarktiszra meteoritok keresésének céljából, végül több mint 200 ilyen tárgyat talált amelyeket besorolt                                                                                            | MPC JPL |
| (31932) 2000 GK85      | 2000 GK85      | 2000. április 3.     | Socorro            | LINEAR                              | | MPC JPL |
| 31933 Tanyizhao        | 2000 GY85      | 2000. április 4.     | Socorro            | LINEAR                              | Tan Yi Zhao (1998–), a 2015-ös Intel ISEF tudományos verseny második helyezettje környezetmérnöki témában készített csoportprojektjével | MPC JPL |
| 31934 Benjamintan      | 2000 GE88      | 2000. április 4.     | Socorro            | LINEAR                              | Tan Kye Jyn Benjamin (1998–), a 2015-ös Intel ISEF tudományos verseny második helyezettje környezetmérnöki témában készített csoportprojektjével | MPC JPL |
| 31935 Midgley          | 2000 GY88      | 2000. április 4.     | Socorro            | LINEAR                              | Anna Illing Midgley (1999–), a 2015-ös Intel ISEF tudományos verseny második helyezettje növénytudományi témában készített projektjével | MPC JPL |
| 31936 Bernardsmit      | 2000 GP95      | 2000. április 6.     | Socorro            | LINEAR                              | Bernard Adriaan Smit (1997–), a 2015-ös Intel ISEF tudományos verseny második helyezettje mikrobiológiai témában készített projektjével | MPC JPL |
| 31937 Kangsunwoo       | 2000 GZ98      | 2000. április 7.     | Socorro            | LINEAR                              | Kang Sun Woo (1997–), a 2015-ös Intel ISEF tudományos verseny második helyezettje föld- és környezettudományi témában készített projektjével | MPC JPL |
| 31938 Nattapong        | 2000 GL99      | 2000. április 7.     | Socorro            | LINEAR                              | Nattapong Chueasiritaworn (2000–), a 2015-ös Intel ISEF tudományos verseny első helyezettje és kategóriájának legjobbja állattudományi témában készített csoportprojektjével, emellett megkapta az European Union Contest for Young Scientists díjat is | MPC JPL |
| 31939 Thananon         | 2000 GC101     | 2000. április 7.     | Socorro            | LINEAR                              | Thananon Hiranwanichchakorn (1998–), a 2015-ös Intel ISEF tudományos verseny első helyezettje és kategóriájának legjobbja állattudományi témában készített csoportprojektjével, emellett megkapta az European Union Contest for Young Scientists díjat is | MPC JPL |
| 31940 Sutthiluk        | 2000 GQ104     | 2000. április 7.     | Socorro            | LINEAR                              | Sutthiluk Rakdee (1999–), a 2015-ös Intel ISEF tudományos verseny első helyezettje és kategóriájának legjobbja állattudományi témában készített csoportprojektjével | MPC JPL |
| (31941) 2000 GQ105     | 2000 GQ105     | 2000. április 13.    | Socorro            | LINEAR                              | | MPC JPL |
| (31942) 2000 GA106     | 2000 GA106     | 2000. április 7.     | Socorro            | LINEAR                              | | MPC JPL |
| 31943 Tahsinelmas      | 2000 GJ106     | 2000. április 7.     | Socorro            | LINEAR                              | Tahsin Elmas (1996–), a 2015-ös Intel ISEF tudományos verseny második helyezettje kémiai témában készített csoportprojektjével | MPC JPL |
| 31944 Seyitherdem      | 2000 GP107     | 2000. április 7.     | Socorro            | LINEAR                              | Seyit Alp Herdem (1995–), a 2015-ös Intel ISEF tudományos verseny második helyezettje kémiai témában készített csoportprojektjével | MPC JPL |
| (31945) 2000 GQ108     | 2000 GQ108     | 2000. április 7.     | Socorro            | LINEAR                              | | MPC JPL |
| 31946 Sahilabbi        | 2000 GM109     | 2000. április 7.     | Socorro            | LINEAR                              | Sahil Abbi (1999–), a 2015-ös Intel ISEF tudományos verseny második helyezettje szoftverrendszerek témában készített csoportprojektjével | MPC JPL |
| (31947) 2000 GO109     | 2000 GO109     | 2000. április 7.     | Socorro            | LINEAR                              | | MPC JPL |
| (31948) 2000 GH110     | 2000 GH110     | 2000. április 2.     | Anderson Mesa      | LONEOS                              | | MPC JPL |
| (31949) 2000 GR120     | 2000 GR120     | 2000. április 5.     | Kitt Peak          | Spacewatch                          | | MPC JPL |
| (31950) 2000 GC122     | 2000 GC122     | 2000. április 6.     | Kitt Peak          | Spacewatch                          | | MPC JPL |
| 31951 Alexisallen      | 2000 GL123     | 2000. április 7.     | Socorro            | LINEAR                              | Alexis Sue Allen (1998–), a 2015-ös Intel ISEF tudományos verseny első helyezettje állattudományi témában készített projektjével | MPC JPL |
| 31952 Bialtdecelie     | 2000 GS123     | 2000. április 7.     | Socorro            | LINEAR                              | Meghan Dong Duo Bialt-Decelie (1997–), a 2015-ös Intel ISEF tudományos verseny második helyezettje növénytudományi témában készített csoportprojektjével | MPC JPL |
| 31953 Bontha           | 2000 GZ125     | 2000. április 7.     | Socorro            | LINEAR                              | Naveena Bontha (1999–), a 2015-ös Intel ISEF tudományos verseny második helyezettje műszaki mechanikai témában készített projektjével | MPC JPL |
| 31954 Georgiebotev     | 2000 GJ126     | 2000. április 7.     | Socorro            | LINEAR                              | Georgie Botev (1998–), a 2015-ös Intel ISEF tudományos verseny második helyezettje beágyazott rendszerek témában készített projektjével | MPC JPL |
| (31955) 2000 GU126     | 2000 GU126     | 2000. április 7.     | Socorro            | LINEAR                              | | MPC JPL |
| 31956 Wald             | 2000 GA133     | 2000. április 13.    | Prescott           | Paul G. Comba                       | Abraham Wald (1902–1950), egy amerikai statisztikus, akinek a legfontosabb munkája a hipotézisek szekvenciális tesztelésének elmélete volt | MPC JPL |
| 31957 Braunstein       | 2000 GP133     | 2000. április 7.     | Socorro            | LINEAR                              | Simone Braunstein (1997–), a 2015-ös Intel ISEF tudományos verseny második helyezettje robotika és intelligens gépek témában készített projektjével | MPC JPL |
| (31958) 2000 GN135     | 2000 GN135     | 2000. április 8.     | Socorro            | LINEAR                              | | MPC JPL |
| 31959 Keianacave       | 2000 GD136     | 2000. április 12.    | Socorro            | LINEAR                              | Keiana Ashli Cave (1998–), a 2015-ös Intel ISEF tudományos verseny második helyezettje föld- és környezettudományi témában készített projektjével | MPC JPL |
| (31960) 2000 GC142     | 2000 GC142     | 2000. április 7.     | Anderson Mesa      | LONEOS                              | | MPC JPL |
| (31961) 2000 GJ142     | 2000 GJ142     | 2000. április 7.     | Anderson Mesa      | LONEOS                              | | MPC JPL |
| (31962) 2000 GE153     | 2000 GE153     | 2000. április 6.     | Anderson Mesa      | LONEOS                              | | MPC JPL |
| (31963) 2000 GE154     | 2000 GE154     | 2000. április 6.     | Anderson Mesa      | LONEOS                              | | MPC JPL |
| (31964) 2000 GG161     | 2000 GG161     | 2000. április 7.     | Socorro            | LINEAR                              | | MPC JPL |
| (31965) 2000 GQ161     | 2000 GQ161     | 2000. április 7.     | Socorro            | LINEAR                              | | MPC JPL |
| (31966) 2000 HR1       | 2000 HR1       | 2000. április 25.    | Kitt Peak          | Spacewatch                          | | MPC JPL |
| (31967) 2000 HW4       | 2000 HW4       | 2000. április 27.    | Socorro            | LINEAR                              | | MPC JPL |
| (31968) 2000 HH5       | 2000 HH5       | 2000. április 28.    | Socorro            | LINEAR                              | | MPC JPL |
| 31969 Yihuachen        | 2000 HL7       | 2000. április 27.    | Socorro            | LINEAR                              | Yi Hua Chen (1998–), a 2015-ös Intel ISEF tudományos verseny második helyezettje sejt- és molekuláris biológiai témában készített projektjével | MPC JPL |
| (31970) 2000 HD9       | 2000 HD9       | 2000. április 27.    | Socorro            | LINEAR                              | | MPC JPL |
| 31971 Beatricechoi     | 2000 HP9       | 2000. április 27.    | Socorro            | LINEAR                              | Seung Hye (Beatrice) Choi (1998–), a 2015-ös Intel ISEF tudományos verseny második helyezettje kémiai témában készített projektjével | MPC JPL |
| 31972 Carlycrump       | 2000 HX9       | 2000. április 27.    | Socorro            | LINEAR                              | Carly Elizabeth Crump (1996–), a 2015-ös Intel ISEF tudományos verseny első helyezettje és kategóriájának legjobbja mikrobiológiai témában készített projektjével, emellett megkapta a Dudley R. Hershbach SIYSS díjat is | MPC JPL |
| 31973 Ashwindatta      | 2000 HO10      | 2000. április 27.    | Socorro            | LINEAR                              | Ashwin Nivas Datta (1998–), a 2015-ös Intel ISEF tudományos verseny első helyezettje műszaki mechanikai témában készített projektjével | MPC JPL |
| (31974) 2000 HG12      | 2000 HG12      | 2000. április 28.    | Socorro            | LINEAR                              | | MPC JPL |
| 31975 Johndean         | 2000 HA13      | 2000. április 28.    | Socorro            | LINEAR                              | John L. Dean (1997–), a 2015-ös Intel ISEF tudományos verseny második helyezettje fizikai és csillagászati témában készített projektjével | MPC JPL |
| 31976 Niyatidesai      | 2000 HH13      | 2000. április 28.    | Socorro            | LINEAR                              | Niyati Ketan Desai (1997–), a 2015-ös Intel ISEF tudományos verseny második helyezettje fizikai és csillagászati témában készített projektjével | MPC JPL |
| 31977 Devalapurkar     | 2000 HZ13      | 2000. április 28.    | Socorro            | LINEAR                              | Sanath Kumar Devalapurkar (2000–), a 2015-ös Intel ISEF tudományos verseny első helyezettje és kategóriájának legjobbja matematikai témában készített projektjével, emellett megkapta az European Union Contest for Young Scientists díjat is | MPC JPL |
| 31978 Jeremyphilip     | 2000 HA14      | 2000. április 28.    | Socorro            | LINEAR                              | Jeremy Philip D'Silva (1999–), a 2015-ös Intel ISEF tudományos verseny második helyezettje orvosbiológiai és egészségtudományi témában készített projektjével | MPC JPL |
| (31979) 2000 HH14      | 2000 HH14      | 2000. április 28.    | Socorro            | LINEAR                              | | MPC JPL |
| 31980 Axelfeldmann     | 2000 HJ14      | 2000. április 28.    | Socorro            | LINEAR                              | Axel Stephan Feldmann (1997–), a 2015-ös Intel ISEF tudományos verseny második helyezettje számítógépes biológiai és bioinformatikai témában készített projektjével | MPC JPL |
| (31981) 2000 HH15      | 2000 HH15      | 2000. április 27.    | Socorro            | LINEAR                              | | MPC JPL |
| 31982 Johnwallis       | 2000 HS20      | 2000. április 30.    | Prescott           | Paul G. Comba                       | John Wallis (1616–1703), az Oxfordi Egyetem geológia professzora, ő találta fel a végtelenség szimbólumának számító fordított nyolcast | MPC JPL |
| (31983) 2000 HS21      | 2000 HS21      | 2000. április 28.    | Socorro            | LINEAR                              | | MPC JPL |
| 31984 Unger            | 2000 HR23      | 2000. április 25.    | Starkenburg        | Starkenburg Obszervatórium          | Adam Unger (1919–), profi kosárkészítő, ő is részt vett a Starkenburg Obszervatórium építésében; rendkívül pontos munkái miatt elnyerte a "milliméterek mestere" becenevet; a csillagászat iránti lelkesedése a mai napig fennmaradt | MPC JPL |
| 31985 Andrewryan       | 2000 HV23      | 2000. április 24.    | Anderson Mesa      | LONEOS                              | Andrew J. Ryan (1988–), az Arizonai Egyetem posztdoktorális kutató munkatársa, ő dolgozott az OSIRIS-REx misszió (101955) Bennu aszteroidához történő útján; a bolygó anyagok hővezető képességének szakértője | MPC JPL |
| (31986) 2000 HZ27      | 2000 HZ27      | 2000. április 28.    | Socorro            | LINEAR                              | | MPC JPL |
| (31987) 2000 HN28      | 2000 HN28      | 2000. április 29.    | Socorro            | LINEAR                              | | MPC JPL |
| 31988 Jasonfiacco      | 2000 HT29      | 2000. április 28.    | Socorro            | LINEAR                              | Jason Christopher Fiacco (1998–), a 2015-ös Intel ISEF tudományos verseny második helyezettje biokémiai témában készített csoportprojektjével | MPC JPL |
| (31989) 2000 HX33      | 2000 HX33      | 2000. április 24.    | Anderson Mesa      | LONEOS                              | | MPC JPL |
| (31990) 2000 HX34      | 2000 HX34      | 2000. április 26.    | Višnjan            | Korado Korlević                     | | MPC JPL |
| 31991 Royghosh         | 2000 HK35      | 2000. április 27.    | Socorro            | LINEAR                              | Roy Ghosh (2000–), a 2015-ös Intel ISEF tudományos verseny második helyezettje orvosbiológiai és egészségtudományi témában készített projektjével | MPC JPL |
| (31992) 2000 HX35      | 2000 HX35      | 2000. április 28.    | Socorro            | LINEAR                              | | MPC JPL |
| (31993) 2000 HL37      | 2000 HL37      | 2000. április 28.    | Socorro            | LINEAR                              | | MPC JPL |
| (31994) 2000 HR40      | 2000 HR40      | 2000. április 28.    | Socorro            | LINEAR                              | | MPC JPL |
| (31995) 2000 HX40      | 2000 HX40      | 2000. április 29.    | Socorro            | LINEAR                              | | MPC JPL |
| 31996 Goecknerwald     | 2000 HO42      | 2000. április 29.    | Socorro            | LINEAR                              | Claire Goeckner-Wald (1996–), a 2015-ös Intel ISEF tudományos verseny második helyezettje fizikai és csillagászati témában készített csoportprojektjével | MPC JPL |
| (31997) 2000 HR43      | 2000 HR43      | 2000. április 29.    | Kitt Peak          | Spacewatch                          | | MPC JPL |
| (31998) 2000 HN44      | 2000 HN44      | 2000. április 26.    | Anderson Mesa      | LONEOS                              | | MPC JPL |
| (31999) 2000 HF47      | 2000 HF47      | 2000. április 29.    | Socorro            | LINEAR                              | | MPC JPL |
| (32000) 2000 HA51      | 2000 HA51      | 2000. április 29.    | Socorro            | LINEAR                              | | MPC JPL |

## Fordítás
Ez a szócikk részben vagy egészben  a   List of minor planets: 31001–32000 című angol Wikipédia-szócikk fordításán alapul.  Az eredeti cikk szerkesztőit annak laptörténete sorolja fel. Ez a jelzés csupán a megfogalmazás eredetét és a szerzői jogokat jelzi, nem szolgál a cikkben szereplő információk forrásmegjelöléseként.
Ez a szócikk részben vagy egészben  a   Meanings of minor planet names: 31001–32000 című angol Wikipédia-szócikk fordításán alapul.  Az eredeti cikk szerkesztőit annak laptörténete sorolja fel. Ez a jelzés csupán a megfogalmazás eredetét és a szerzői jogokat jelzi, nem szolgál a cikkben szereplő információk forrásmegjelöléseként.